# Comtat d'Ellis (Oklahoma)
El Comtat d'Ellis (en anglès: Ellis County) és un comtat localitzat al nord-oest de l'estat estatunidenc d'Oklahoma. El 2000 tenia 4.075 habitants, i el 2010 tenia 4.151 habitants. La seva seu de comtat és Arnett i la localitat més poblada és Shattuck. El Comtat d'Ellis és el cinquè comtat menys poblat d'Oklahoma.

## Geografia
Segons l'Oficina del Cens dels Estats Units, el comtat té una àrea total de 3.190,9 km², dels quals 3.183,1 km² són terra i 7,8 km² són aigua (0,22%).

### Autovies principals
- U.S. Highway 60
- U.S. Highway 283
- State Highway 15
- State Highway 46
- State Highway 51

### Comtats adjacents
|  |  |  |
|  |  |  |
|  |  |  |

## Demografia

Piràmide d'edats del Comtat d'Ellis a partir de dades del cens del 2000

A partir del cens del 2000, hi havia 4.075 persones, 1.769 llars, i 1.218 famílies residint en el comtat. La densitat de població era aproximadament d'1 persona per quilòmetre quadrat. Hi havia 2.146 cases en una densitat aproximada d'1 per quilòmetre quadrat. La composició racial del comtat era d'un 96,29% blancs, un 0,05% negres o afroamericans, un 1,20% natius americans, un 0,10% asiàtics, un 0,74% d'altres races, i un 1,62% de dos o més races. Un 2,60% de la població eren hispànics o llatinoamericans de qualsevol raça. El 96,6% de la població del Comtat d'Ellis parlava l'anglès, el 2,0% parlava l'espanyol i l'1,4% parlava l'alemany com a primera llengua.
Hi havia 1.769 llars de les quals un 25,30% tenien menors d'edat vivint amb ells, un 59,90% eren parelles casades vivint juntes, un 6,00% tenien una dona sense cap marit present, i un 31,10% no eren famílies. Un 29,20% de totes les llars estaven compostes únicament per individuals i un 15,70% tenien algú visquent-hi d'edat 65 o més. La mitjana de mida de llar era de 2,27 persones i la mitjana de mida de família era de 2,79 persones.
Al comtat, la població s'estenia amb un 21,80% de la població sota l'edat de 18, un 6,00% de 18 a 24 anys, un 21,60% de 25 a 44 anys, un 28,60% de 45 a 64 anys, i un 22,00% d'edat 65 o més. L'edat mediana era de 45 anys. Per cada 100 dones hi havia 97,70 homes. Per cada 100 dones d'edat 18 o més, hi havia 95,10 homes.
Els ingressos de mediana per a una llar en el comtat era de 27.951 $, i la mediana d'ingressos per a una família era de 33.750 $. Els homes tenien una mediana d'ingrés de 27.237 $ mentre que les dones en tenien de 17.772 $. La renda per capita pel comtat era de 16.472 $. Un 9,20% de les famílies i un 12,50% de la població estava per sota del llindar de la pobresa, incloent-hi un 19,50% dels quals eren menors de 18 anys i un 10,00% d'edat 65 o més.

## Ciutats i pobles
| - Arnett - Catesby - Fargo | - Gage - Harmon - Shattuck |